# العلاقات الصربية الكينية
العلاقات الصربية الكينية هي العلاقات الثنائية التي تجمع بين صربيا وكينيا.

## مقارنة بين البلدين
هذه مقارنة عامة ومرجعية للدولتين:
| وجه المقارنة                                              | صربيا                                                      | كينيا                         |
| --------------------------------------------------------- | ---------------------------------------------------------- | ----------------------------- |
| المساحة (كم2)                                             | 88.36 ألف                                                  | 581.31 ألف                    |
| عدد السكان (نسمة)                                         | 7.02 مليون                                                 | 48.47 مليون                   |
| الكثافة السكانية (ن./كم²)                                 | 79.45                                                      | 83.38                         |
| العاصمة                                                   | بلغراد                                                     | نيروبي                        |
| اللغة الرسمية                                             | اللغة الصربية                                              | اللغة السواحلية، لغة إنجليزية |
| العملة                                                    | دينار صربي                                                 | شيلينغ كيني                   |
| الناتج المحلي الإجمالي (بليون دولار)                      | 41.43 مليار                                                | 74.94 مليار                   |
| الناتج المحلي الإجمالي (تعادل القوة الشرائية) بليون دولار | 100.13 مليار                                               | 142.24 مليار                  |
| الناتج المحلي الإجمالي الاسمي للفرد دولار أمريكي          | 5.24 ألف                                                   | 1.38 ألف                      |
| الناتج المحلي الإجمالي للفرد دولار أمريكي                 | 13.59 ألف                                                  | 2.95 ألف                      |
| مؤشر التنمية البشرية                                      | 0.771                                                      | 0.548                         |
| رمز المكالمات الدولي                                      | +381                                                       | +254                          |
| رمز الإنترنت                                              | .rs، .срб ‏                                                 | .ke                           |
| المنطقة الزمنية                                           | توقيت وسط أوروبا، ت ع م+01:00، ت ع م+02:00، أوروبا/بلغراد ‏ | ت ع م+03:00                   |

## منظمات دولية مشتركة
يشترك البلدان في عضوية مجموعة من المنظمات الدولية، منها:
| علم المنظمة | اسم المنظمة                               | تاريخ انضمام صربيا | تاريخ انضمام كينيا |
| ----------- | ----------------------------------------- | ------------------ | ------------------ |
|             | مؤسسة التنمية الدولية                     | 25 فبراير 1993     | 3 فبراير 1964      |
|             | يونسكو                                    | 20 ديسمبر 2000     | 7 أبريل 1964       |
|             | وكالة ضمان الاستثمار متعدد الأطراف        | 19 مارس 1993       | 28 نوفمبر 1988     |
|             | الأمم المتحدة                             | 1 نوفمبر 2000      | 16 ديسمبر 1963     |
|             | الفريق المعني برصد الأرض                  | ?                  | ?                  |
|             | الاتحاد البريدي العالمي                   | ?                  | ?                  |
|             | البنك الدولي للإنشاء والتعمير             | 25 فبراير 1993     | 3 فبراير 1964      |
|             | الاتحاد الدولي للاتصالات                  | 1 يونيو 2001       | 11 أبريل 1964      |
|             | منظمة حظر الأسلحة الكيميائية              | ?                  | ?                  |
|             | مؤسسة التمويل الدولية                     | 25 فبراير 1993     | 3 فبراير 1964      |
|             | المركز الدولي لتسوية المنازعات الاستشارية | 8 يونيو 2007       | 2 فبراير 1967      |
|             | منظمة الشرطة الجنائية الدولية             | ?                  | ?                  |

## وصلات خارجية
- موقع وزارة الخارجية الصربية
- موقع وزارة الخارجية الكينية